# Cronos
|  | No s'ha de confondre amb Cronos, la personificació del temps.. |

En la mitologia grega, Cronos (en grec antic, Κρόνος) era fill d'Urà (el cel) i Gea (o Gaia, la Terra), i era un dels membres de la primera generació divina. Va ser el rei dels Titans i pare de Zeus. Sovint ha estat confós amb el seu homònim Cronos (en grec Χρόνος), personificació del temps. Va ser l'unic dels germans que va ajudar la seva mare en la venjança que va organitzar contra el seu pare Urà que havia tancat als seus fills al Tàrtar. Amb una falç que ella li havia donat, li va tallar els testicles i immediatament va ocupar el tron del cel, i va tornar a tancar al Tàrtar als seus germans, els hecatonquirs i els ciclops. En la mitologia romana, Cronos s'identifica amb el déu Saturn.
Al seu torn, per por de ser destronat pels seus mateixos fills, cosa que Urà i Gea, que posseïen la saviesa i el coneixement del futur havien predit, Cronos els devorava tant bon punt sortien del ventre de la seva esposa Rea. Rea va aconseguir d'amagar el seu darrer fill, Zeus, i donà a Cronos una pedra embolcallada amb draps. Quan Zeus es va fer gran, ajudat pels Ciclops, va destronar el seu pare i el va obligar a restituir els fills que havia devorat.
Amb una dalla i un rellotge de sorra, acabà personificant Cronos, el Temps per la semblança del seu nom amb la paraula grega Χρόνος (temps). D'ell deriven, doncs, les figures conegudes com a Pare Temps.
Se celebrava un festival anomenat Crònia en honor seu.

## Destronament d'Urà i regnat de Cronos

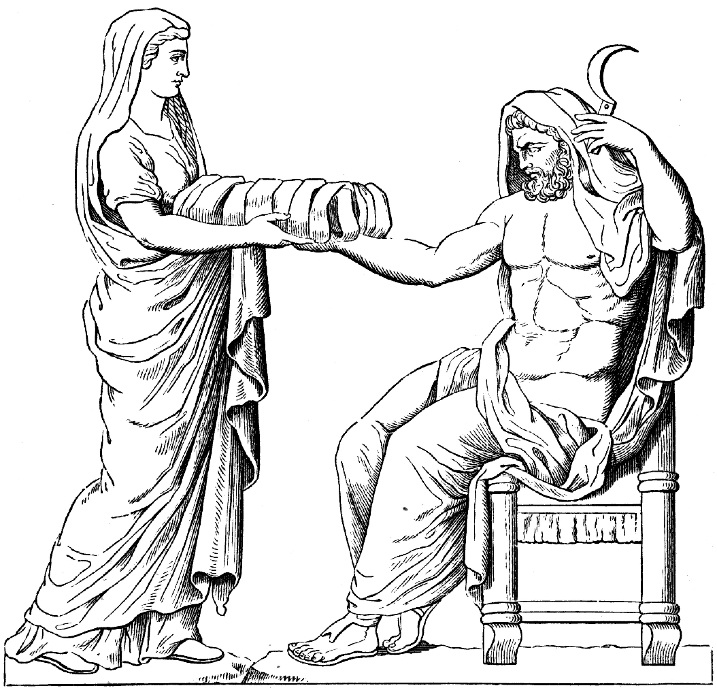
Rea entrega a Cronos una pedra embolcallada.

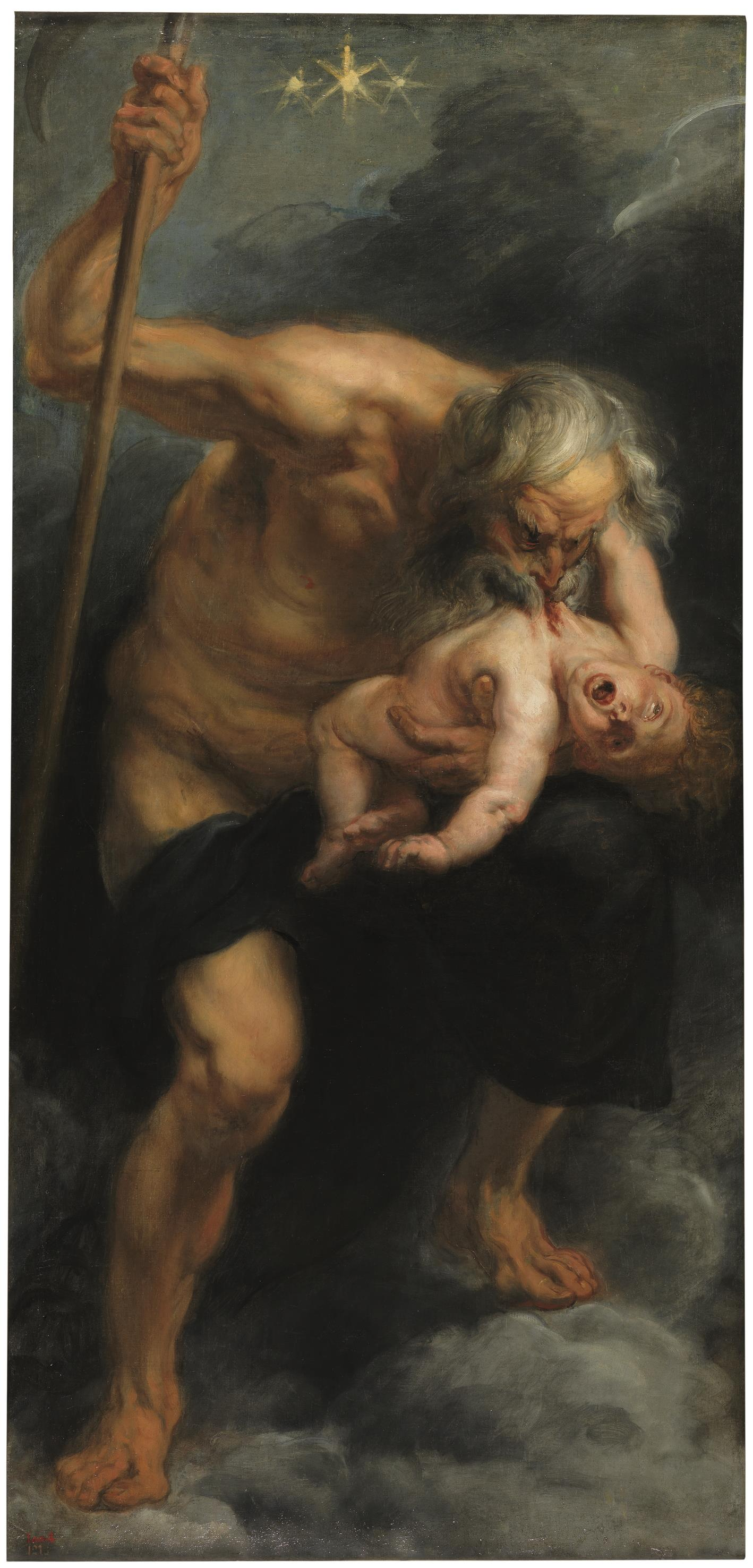
Cronos devorant Posidó, un dels seus fills, en un quadre de Rubens

Després de derrotar Urà, Cronos va tornar a tancar al Tàrtar els seus germans, als que temia, i els va deixar sota la custòdia de la monstruosa carcellera Campe. Després, de pujar al tron, es va casar amb la seva germana Rea, com a reis dels déus. Aquesta època del regnat de Cronos es va denominar l'edat daurada, en la qual la gent no necessitava pas ni lleis ni regles, perquè tothom feia allò que era correcte i no existia la immoralitat.
Cronos, al saber per Gea i Urà, que estava destinat a ser enderrocat per un dels seus fills, així que anaven naixent se'ls empassava. Es va menjar a Demèter, Hera, Hades, Hestia i Posidó, i se'ls empassava només néixer. Quan Rea estava a punt de parir el seu sisè fill, Zeus, la deessa va demanar a Gea que maquinés un pla per salvar-lo a fi que Cronos rebés el càstig merescut pels seus actes, tant en contra del seu pare com dels seus mateixos fills. Rea va donar a llum en secret Zeus a l'illa de Creta i va lliurar una pedra embolicada amb bolquers (coneguda com a Ónfalos) a Cronos. Ell, creient que era el seu fill, se la va empassar de seguida. No se sap amb exactitud qui va amagar a Zeus, hi han que diuen que Rea va mantenir Zeus ocult en una cova de la muntanya d'Ida a Creta altres que Gea el va criar.
Cronos és esmentat de nou, en una altra versió, als Oracles sibil·lins, en concret al llibre III, on Cronos, Tità i Jàpet, els tres fills d'Urà i Gea, rebien cadascun un terç de la Terra, i Cronos és nomenat rei de tots. Després de la mort d'Urà, els fills de Tità van intentar destruir la descendència masculina de Cronos i Rea tan aviat com naixein, però a Dodona, Rea va donar a llum en secret el seu fill Zeus, al qual va enviar a la regió de Frígia per ser criat per tres cretencs. Després de saber això, seixanta homes de Tità van empresonar Cronos i Rea, fet que provocà que els seus fills declaressin i lliuressin la primera de totes les guerres contra ells. Aquesta versió no esmenta la mort d'Urà a mans de Cronos ni l'intent de matar algun dels seus fills.

## Zeus
Quan Zeus va créixer es va rebel·lar contra el seu pare i el va destronar, amb l'ajuda de Metis, una de les filles d'Oceà, o potser de Gea,. Cronos, derrotat, es va veure obligat prendre una droga que el va fer vomitar tots els fills, que en una revolta encapçalada pel fill petit, van declarar la guerra a Cronos, que. Després va ser llançat al Tàrtar.
En els antics mites grecs, Cronos envejava el poder del seu pare, Urà, governant de l'univers. Aquest s'havia guanyat l'enemistat de Gea, mare de Cronos i dels altres titans, quan va amagar els seus fills menors, els ciclops, gegants d'un sol ull, i els hecatonquirs, gegants de cent braços i cinquanta caps, al Tàrtar, perquè no veiessin la llum. Gea va crear una gran falç de pedrenyal i va reunir Cronos i els seus germans per convèncer-los que matessin Urà. Només Cronos va estar disposat a complir els desigs de la seva mare, de manera que Gea li va donar la falç i li va fer maquinar una emboscada. Quan Urà es va trobar amb Gea, Cronos el va atacar amb la falç i el va castrar. De la sang (o segons altres fonts, del semen) que va esquitxar la Terra, van sorgir els Gegants, les Erínies i les Mèlies (nimfes dels freixes). Cronos va llençar al mar la falç (que va formar l'illa de Corfú) i el membre amputat d'Urà, el qual va produir l'escuma de la qual naixeria Afrodita. Per això, Urà va jurar revenja i va anomenar els seus fills Titans ('els que abusen', segons Hesíode, la font del nom «Tità», si bé aquesta etimologia és discutible) per excedir-se dels seus límits i gosar cometre un acte semblant.
Segons diverses versions d'aquesta història, Zeus va ser criat:
- Per una cabra anomenada Amaltea, mentre una companyia de curets o coribants, ballarins armats, cridaven i aplaudien per fer soroll i, així, Cronos no sentís els plors del nen.
- Per una nimfa anomenada Adamantea, que va amagar el nen dalt d'un arbre, on el va penjar amb una corda de manera que quedés suspès entre la terra, el mar i el cel, sobre els quals governava el seu pare, Cronos.
- Per la seva àvia, Gea.
- Per una nimfa anomenada Cinosura, a qui, en agraïment, Zeus va pujar entre les estrelles després de la seva mort.
- Per Melissa, qui el va alimentar amb llet de cabra.[2]